# Ljubiša Stefanović
Ljubiša Stefanović (né le 4 janvier 1910 à Belgrade et mort le 17 mai 1978 à Nice) était un footballeur et entraîneur yougoslave (serbe).

## Biographie
En tant que défenseur, Ljubiša Stefanović fut international yougoslave à quatre reprises (1930) pour aucun but inscrit. Il fit la première coupe du monde en Uruguay, jouant tous les matchs en tant que titulaire. La Yougoslavie fut demi-finaliste.
Il fit trois saisons en Yougoslavie avec trois clubs (Vardar Belgrade, Jedinstvo Belgrade et BSK Belgrade) puis il joua en France dans cinq clubs entre 1929 et 1939 (FC Sète 34, SC Nîmes, AS Saint-Étienne, Toulouse et Olympique avignonnais). Il remporta la Coupe de France en 1930, avec le FC Sète 34.
Il eut une expérience d'entraîneur entre 1943 à 1946 du FC Sète 34, mais il ne remporta rien.

## Clubs

### En tant que joueur
- 1926 :  Vardar Belgrade
- 1927 :  Jedinstvo Belgrade
- 1928 :  BSK Belgrade
- 1929-1931 :  FC Sète
- 1931-1933 :  SC Nîmes
- 1933-1937 :  AS Saint-Étienne
- 1937-1938 :  Toulouse FC
- 1938-1939 :  AS Avignon

### En tant qu'entraîneur
- 1943-1946 :  FC Sète 34

## Palmarès
- Coupe de France de football
  - Vainqueur en 1930
  - Finaliste en 1929